# Alfonso Guerra
Alfonso Guerra (Sevilha, 31 de maio de 1940) é um político espanhol. 
De família numerosa (nono de 13 irmãos), de origem operária, Alfonso Guerra estudou no Colegio Miguel de Mañara e, a seguir, diplomou-se como Engenheiro Técnico Industrial, na Escola de Peritos de Sevilha. Posteriormente, obteve na Universidade de Sevilha uma licenciatura em Filosofia. 
Foi professor de desenho na Escola Universitária de Arquitectura Técnica de Sevilha, desde 1964 até 1972, e na Universidade Laboral de Sevilha. Foi comproprietário da Livraria Antonio Machado, situada junto à Plaza del Salvador, em Sevilha. Nos anos 1960 foi também um dos jovens promotores da revista de poesia La Trinchera, editada por José Batlló.
Militante e figura central do Partido Socialista Operário Espanhol (Partido Socialista Obrero Español), foi cofundador das Juventudes Socialistas, nos anos 1960, iniciando depois uma intensa carreira política no seio do partido, que o levou a vice-secretário-geral, entre 1979 e 1997, depois de ter sido o seu secretário de imprensa e informação (1974-1976) e de organização interna (1976-1979). 
Na sequência das eleições de 1982, ganhas com maioria absoluta pelo PSOE (a primeira maioria absoluta da democracia espanhola), Alfonso Guerra assumiu o cargo de vice-presidente do Governo Espanhol, sendo presidente Felipe González, até ao ano de 1991. Saiu do governo por causa do Caso Juan Guerra, em que estava em causa uma suspeita de corrupção do vice-primeiro-ministro através do seu irmão (Juan), que os tribunais absolveram por não considerar que existira prática de ilícito.
Foi igualmente deputado nas Cortes Gerais por dez legislaturas consecutivas (37 anos, interrompidos pelos nove em que exerceu funções governativas), tendo um papel importante na aprovação da Constituição democrática espanhola, nomeadamente nas negociações com a UCD e no acordo com Fernando Abril Martorell, bem como na aprovação de um estatuto político-administrativo para a Catalunha, que fosse conforme à Constituição. Nas cortes espanholas, foi igualmente o primeiro líder parlamentar do PSOE (1977-1982) e presidente das comissões parlamentares de Assuntos Constitucionais e de Orçamento. 
Presidiu à Fundação Pablo Iglesias e ao Conselho de Redação da revista Temas para el debate, além de presidir à Direção da revista internacional El Socialismo del Futuro. 

## Livros publicados
- Una página difícil de arrancar. Memorias de un socialista sin fisuras. 1991 - actualidad (Planeta, 2013)
- Dejando atrás los vientos. Memorias 1982-1991 (Espasa, 2009)
- Cuando el tiempo nos alcanza. Memorias 1940-1982 (Espasa, 2005)
- Diccionario de la Izquierda (Planeta, 1998).
- La democracia herida (Espasa, 1997).